# Опрішор
Опрішор (рум. Oprișor) — село у повіті Мехедінць в Румунії. Входить до складу комуни Опрішор.
Село розташоване на відстані 240 км на захід від Бухареста, 51 км на південний схід від Дробета-Турну-Северина, 58 км на захід від Крайови.

## Населення
За даними перепису населення 2002 року у селі проживали 2524 особи, усі — румуни. Усі жителі села рідною мовою назвали румунську.